# Lista siturilor arheologice din județul Tulcea - M
Lista siturilor arheologice din județul Tulcea - M conține toate siturile arheologice din județul Tulcea înscrise în Repertoriul Arheologic Național (RAN) și aflate în localități al căror nume începe cu litera M. RAN este administrat de Ministerul Culturii și Patrimoniului Național și cuprinde date științifice, cartografice, topografice, imagini și planuri, precum și orice alte informații privitoare la zonele cu potențial arheologic, studiate sau nu, încă existente sau dispărute.
Puteți căuta un sit din localitățile care încep cu litera M folosind formularul de mai jos sau puteți naviga prin toate siturile din județ la Lista siturilor arheologice din județul Tulcea.
| Cod RAN                                   | Denumire | Localitate                          | Adresă                                         | Datare                                      | Descoperit | Coordonate                                        | Imagine           | Erori            |
| ----------------------------------------- | --- | ----------------------------------- | ---------------------------------------------- | ------------------------------------------- | ---------- | ------------------------------------------------- | ----------------- | ---------------- |
| 160733.01.01 (Cod LMI: TL-I-m-B-05822.01) | Situl arheologic hallstattian de la Mahmudia-sector E / ansamblu anonim (Categorie: locuire) (Tip: Așezare)                                                       | sat Mahmudia, comuna Mahmudia       | sector E                                       |                                             |            |                                                   | Încărcați imagine | Raportați eroare |
| 160733.01.02 (Cod LMI: TL-I-m-B-05822.02) | Situl arheologic hallstattian de la Mahmudia-sector E / ansamblu anonim (Categorie: locuire) (Tip: Necropolă)                                                     | sat Mahmudia, comuna Mahmudia       | sector E                                       |                                             |            |                                                   | Încărcați imagine | Raportați eroare |
| 160733.02.01 (Cod LMI: TL-I-s-B-05823)    | Necropola hallstattiană de incinerație de la Mahmudia - "Cairacul Mare" / ansamblu anonim (Categorie: descoperire funerară) (Tip: Necropolă plană de incinerație) | sat Mahmudia, comuna Mahmudia       | Cairacul Mare                                  | Ferigile - Bârsești sec. VI - V a. Chr.     |            |                                                   | Încărcați imagine | Raportați eroare |
| 160733.03.01 (Cod LMI: TL-I-s-B-05824)    | Așezarea rurală de epocă romană de la Mahmudia-la cca. 2 km E de sat / ansamblu anonim (Categorie: locuire civilă) (Tip: Așezare rurală)                          | sat Mahmudia, comuna Mahmudia       | cca. 2 km E de sat                             | sec. IV                                     |            |                                                   | Încărcați imagine | Raportați eroare |
| 160733.04.01 (Cod LMI: TL-I-m-B-05825.02) | Situl arheologic de la Mahmudia-la cca. 2,5 km E de sat / ansamblu anonim (Categorie: locuire civilă) (Tip: Așezare)                                              | sat Mahmudia, comuna Mahmudia       | cca. 2,5 km E de sat                           |                                             |            |                                                   | Încărcați imagine | Raportați eroare |
| 160733.04.02 (Cod LMI: TL-I-m-B-05825.01) | Situl arheologic de la Mahmudia-la cca. 2,5 km E de sat / ansamblu anonim (Categorie: locuire civilă) (Tip: Așezare)                                              | sat Mahmudia, comuna Mahmudia       | cca. 2,5 km E de sat                           | sec. II-III                                 |            |                                                   | Încărcați imagine | Raportați eroare |
| 160733.05.01 (Cod LMI: TL-I-s-B-05826)    | Așezarea Latene de la Mahmudia-la cca. 3,2 km E de sat / ansamblu anonim (Categorie: locuire civilă) (Tip: Așezare)                                               | sat Mahmudia, comuna Mahmudia       | cca. 3,2 km E de sat                           | geto-dacică sec. IV - III a. Chr.           |            |                                                   | Încărcați imagine | Raportați eroare |
| 160733.06.01 (Cod LMI: TL-I-s-B-05827)    | Așezarea Latene de la Mahmudia-cca. 4 km E de sat / ansamblu anonim (Categorie: locuire civilă) (Tip: Așezare)                                                    | sat Mahmudia, comuna Mahmudia       | cca. 4 km E de sat                             | geto-dacică sec. IV - III a. Chr.           |            |                                                   | Încărcați imagine | Raportați eroare |
| 160733.07.01 (Cod LMI: TL-I-s-B-05828)    | Așezarea medievală de la Mahmudia-cca. 4 km E de sat / ansamblu anonim (Categorie: locuire civilă) (Tip: Așezare)                                                 | sat Mahmudia, comuna Mahmudia       | cca. 4 km E de sat                             | sec. XI                                     |            |                                                   | Încărcați imagine | Raportați eroare |
| 160733.08.01 (Cod LMI: TL-I-s-B-05829)    | Tumulul de la Mahmudia-la cca. 3,5 km E de sat / ansamblu anonim (Categorie: descoperire funerară) (Tip: Tumul)                                                   | sat Mahmudia, comuna Mahmudia       | cca. 3,5 km E de sat                           |                                             |            |                                                   | Încărcați imagine | Raportați eroare |
| 160733.09.01 (Cod LMI: TL-I-s-B-05830)    | Tumulul de la Mahmudia-cca. 3,5 km E de sat / ansamblu anonim (Categorie: descoperire funerară) (Tip: Tumul)                                                      | sat Mahmudia, comuna Mahmudia       | cca. 3,5 km E de sat                           |                                             |            |                                                   | Încărcați imagine | Raportați eroare |
| 160733.10.01 (Cod LMI: TL-I-s-B-05831)    | Tumulii de la Mahmudia-Dealul Hîrtop / ansamblu anonim (Categorie: descoperire funerară) (Tip: Grup de tumuli)                                                    | sat Mahmudia, comuna Mahmudia       | Dealul Hîrtop                                  |                                             |            |                                                   | Încărcați imagine | Raportați eroare |
| 160733.11.01 (Cod LMI: TL-I-s-B-05832)    | Tumulii de la Mahmudia-în marginea de S și de V ale localitătii / ansamblu anonim (Categorie: descoperire funerară) (Tip: Grup de tumuli)                         | sat Mahmudia, comuna Mahmudia       | în marginea de S și de V ale localitătii       |                                             |            |                                                   | Încărcați imagine | Raportați eroare |
| 160733.13.01 (Cod LMI: TL-I-s-B-05834)    | Așezarea hallstattiană de la Mahmudia- Școala Mahmudia / ansamblu anonim (Categorie: locuire civilă) (Tip: Așezare)                                               | sat Mahmudia, comuna Mahmudia       | Școala Mahmudia                                |                                             |            | 45°05′14″N 29°05′35″E / 45.08722°N 29.09306°E     | Încărcați imagine | Raportați eroare |
| 161080.01.01 (Cod LMI: TL-I-s-B-05835)    | Așezarea Latene de la Malcoci-la un km E de sat / ansamblu anonim (Categorie: locuire civilă) (Tip: Așezare)                                                      | sat Malcoci, comuna Nufăru          | la un km E de sat                              | geto-dacică sec. IV - III a. Chr.           |            |                                                   | Încărcați imagine | Raportați eroare |
| 161080.02.01 (Cod LMI: TL-I-m-B-05836.03) | Situl arheologic de la Malcoci-cca. 0,5 km NV de sat / ansamblu anonim (Categorie: locuire) (Tip: Așezare)                                                        | sat Malcoci, comuna Nufăru          | cca. 0,5 km NV de sat                          |                                             |            |                                                   | Încărcați imagine | Raportați eroare |
| 161080.02.02 (Cod LMI: TL-I-m-B-05836.02) | Situl arheologic de la Malcoci-cca. 0,5 km NV de sat / ansamblu anonim (Categorie: locuire) (Tip: Așezare)                                                        | sat Malcoci, comuna Nufăru          | cca. 0,5 km NV de sat                          | geto-dacică                                 |            |                                                   | Încărcați imagine | Raportați eroare |
| 161080.02.03 (Cod LMI: TL-I-m-B-05836.01) | Situl arheologic de la Malcoci-cca. 0,5 km NV de sat / ansamblu anonim (Categorie: locuire) (Tip: Așezare fortificată)                                            | sat Malcoci, comuna Nufăru          | cca. 0,5 km NV de sat                          |                                             |            |                                                   | Încărcați imagine | Raportați eroare |
| 159749.01.01 (Cod LMI: TL-I-m-A-05837.02) | Situl arheologic de la Măcin - "La Cetate" / ansamblu Cetatea romană Arrubium (Categorie: locuire) (Tip: Cetate)                                                  | oraș Măcin                          | La Cetate                                      | romană                                      |            | 45°14′20″N 28°07′39″E / 45.2388888889°N 28.1275°E | Încărcați imagine | Raportați eroare |
| 159749.01.02 (Cod LMI: TL-I-m-A-05837.01) | Situl arheologic de la Măcin - "La Cetate" / ansamblu anonim (Categorie: locuire) (Tip: Așezare)                                                                  | oraș Măcin                          | La Cetate                                      |                                             |            |                                                   | Încărcați imagine | Raportați eroare |
| 159749.01.03 (Cod LMI: TL-I-m-A-05837.03) | Situl arheologic de la Măcin - "La Cetate" / ansamblu Așezarea civilă a cetății Arrubium (Categorie: locuire) (Tip: așezare)                                      | oraș Măcin                          | La Cetate                                      |                                             |            |                                                   | Încărcați imagine | Raportați eroare |
| 159749.01.04 (Cod LMI: TL-I-m-A-05837.04) | Situl arheologic de la Măcin - "La Cetate" / ansamblu anonim (Categorie: locuire) (Tip: Cimitir)                                                                  | oraș Măcin                          | La Cetate                                      |                                             |            |                                                   | Încărcați imagine | Raportați eroare |
| 159749.02.01 (Cod LMI: TL-I-m-A-05837.05) | Necropola romană de la Măcin / ansamblu Necropola cetății Arrubium (Categorie: descoperire funerară) (Tip: Necropolă)                                             | oraș Măcin                          |                                                | romană                                      |            |                                                   | Încărcați imagine | Raportați eroare |
| 160840.06.01 (Cod LMI: TL-I-s-B-05838)    | Turnul de la Mihai Bravu - "Movila Bisericuța" / ansamblu Turris (Categorie: fortificație) (Tip: Turn de observație)                                              | sat Mihai Bravu, comuna Mihai Bravu | Movila Bisericuța                              | romană sec. IV                              |            |                                                   | Încărcați imagine | Raportați eroare |
| 160840.02.01 (Cod LMI: TL-I-s-B-05839)    | Tumulii de la Mihai Bravu / ansamblu anonim (Categorie: descoperire funerară) (Tip: Grup de tumuli)                                                               | sat Mihai Bravu, comuna Mihai Bravu |                                                |                                             |            |                                                   | Încărcați imagine | Raportați eroare |
| 160840.04.01 (Cod LMI: TL-I-s-B-05841)    | Așezarea medievală de la Mihai Bravu-La Moară / ansamblu anonim (Categorie: locuire civilă) (Tip: Așezare)                                                        | sat Mihai Bravu, comuna Mihai Bravu | La Moară                                       | sec. IX-X                                   |            |                                                   | Încărcați imagine | Raportați eroare |
| 160840.05.01 (Cod LMI: TL-I-s-B-05842)    | Așezarea hallstattiană de la Mihai Bravu-la cca. 2 km NV de sat / ansamblu anonim (Categorie: locuire civilă) (Tip: Așezare)                                      | sat Mihai Bravu, comuna Mihai Bravu | cca. 2 km NV de sat                            | Babadag                                     |            |                                                   | Încărcați imagine | Raportați eroare |
| 160920.01.01 (Cod LMI: TL-I-s-B-05843)    | Așezarea rurală romană de la Murighiol - la 1,7 km SE de sat / ansamblu anonim (Categorie: locuire civilă) (Tip: Așezare rurală)                                  | sat Murighiol, comuna Murighiol     | la 1,7 km SE de sat                            | sec. II-IV                                  |            | 45°01′16″N 29°11′42″E / 45.02111°N 29.195°E       | Încărcați imagine | Raportați eroare |
| 160920.02.01 (Cod LMI: TL-I-m-A-05844.01) | Cetatea de la Murighiol [Halmyris] - la Cetate / ansamblu Cetatea Halmyris (Categorie: locuire civilă) (Tip: Cetate)                                              | sat Murighiol, comuna Murighiol     | La Cetate                                      | sec. II-VII                                 |            | 45°01′28″N 29°11′52″E / 45.02444°N 29.19778°E     | Încărcați imagine | Raportați eroare |
| 160920.02.02 (Cod LMI: TL-I-m-A-05844.01) | Cetatea de la Murighiol [Halmyris] - la Cetate / ansamblu anonim (Categorie: locuire civilă) (Tip: Fortificație)                                                  | sat Murighiol, comuna Murighiol     | La Cetate                                      | elenistică sec. IV a. Chr. - sec. I d. Chr. |            | 45°01′28″N 29°11′52″E / 45.02444°N 29.19778°E     | Încărcați imagine | Raportați eroare |
| 160920.02.03 (Cod LMI: TL-I-m-A-05844.02) | Cetatea de la Murighiol [Halmyris] - la Cetate / ansamblu anonim (Categorie: locuire civilă) (Tip: Așezare civilă)                                                | sat Murighiol, comuna Murighiol     | La Cetate                                      |                                             |            | 45°01′28″N 29°11′52″E / 45.02444°N 29.19778°E     | Încărcați imagine | Raportați eroare |
| 160920.02.04 (Cod LMI: TL-I-m-A-05844.03) | Cetatea de la Murighiol [Halmyris] - la Cetate / ansamblu anonim (Categorie: locuire civilă) (Tip: Necropolă)                                                     | sat Murighiol, comuna Murighiol     | La Cetate                                      | sec. IV a. Chr. - sec. VII p. Chr.          |            | 45°01′28″N 29°11′52″E / 45.02444°N 29.19778°E     | Încărcați imagine | Raportați eroare |
| 160920.02.05 (Cod LMI: TL-I-s-A-05844)    | Cetatea de la Murighiol [Halmyris] - la Cetate / ansamblu basilica paleocrestina de la Halmyris (Categorie: locuire civilă) (Tip: Basilica paleocreștină)         | sat Murighiol, comuna Murighiol     | La Cetate                                      | romano-bizantina sec. IV-VII                |            | 45°01′28″N 29°11′52″E / 45.02444°N 29.19778°E     | Încărcați imagine | Raportați eroare |
| 160920.02.06 (Cod LMI: TL-I-s-A-05844)    | Cetatea de la Murighiol [Halmyris] - la Cetate / ansamblu termele de la Halmyris (Categorie: locuire civilă) (Tip: terme)                                         | sat Murighiol, comuna Murighiol     | La Cetate                                      | romano-bizantina sec. IV-VII                |            | 45°01′28″N 29°11′52″E / 45.02444°N 29.19778°E     | Încărcați imagine | Raportați eroare |
| 160920.03.01 (Cod LMI: TL-I-m-B-05845.02) | Situl arheologic de la Murighiol-Dealul Murighiol / ansamblu anonim (Categorie: locuire) (Tip: Așezare rurală)                                                    | sat Murighiol, comuna Murighiol     | Dealul Murighiol                               |                                             |            |                                                   | Încărcați imagine | Raportați eroare |
| 160920.03.02 (Cod LMI: TL-I-m-B-05845.01) | Situl arheologic de la Murighiol-Dealul Murighiol / ansamblu anonim (Categorie: locuire) (Tip: Așezare)                                                           | sat Murighiol, comuna Murighiol     | Dealul Murighiol                               |                                             |            |                                                   | Încărcați imagine | Raportați eroare |
| 160920.04.01 (Cod LMI: TL-I-s-B-05846)    | Așezarea Latene de la Murighiol - "Movila Duna" / ansamblu anonim (Categorie: locuire civilă) (Tip: Așezare)                                                      | sat Murighiol, comuna Murighiol     | Movila Duna                                    | geto-dacică                                 |            | 45°02′30″N 29°08′00″E / 45.04164°N 29.13342°E     | Încărcați imagine | Raportați eroare |
| 160920.06 (Cod LMI: TL-I-s-B-05848)       | Situl arheologic Latene de la Murighiol-vatra satului / ansamblu anonim (Categorie: locuire)                                                                      | sat Murighiol, comuna Murighiol     | vatra satului                                  |                                             |            | 45°02′10″N 29°10′03″E / 45.03614°N 29.16742°E     | Încărcați imagine | Raportați eroare |
| 160920.06.01 (Cod LMI: TL-I-m-B-05848.01) | Situl arheologic Latene de la Murighiol-vatra satului / ansamblu anonim (Categorie: locuire) (Tip: Așezare)                                                       | sat Murighiol, comuna Murighiol     | vatra satului                                  | geto-dacică sec. IV - II a. Chr.            |            | 45°02′10″N 29°10′03″E / 45.03614°N 29.16742°E     | Încărcați imagine | Raportați eroare |
| 160920.06.02 (Cod LMI: TL-I-m-B-05848.02) | Situl arheologic Latene de la Murighiol-vatra satului / ansamblu anonim (Categorie: locuire) (Tip: Necropolă)                                                     | sat Murighiol, comuna Murighiol     | vatra satului                                  | geto-dacică sec. IV - II a. Chr.            |            | 45°02′10″N 29°10′03″E / 45.03614°N 29.16742°E     | Încărcați imagine | Raportați eroare |
| 160920.07.01 (Cod LMI: TL-I-s-B-05849)    | Tumulii de la Murighiol / ansamblu Tumulii de la Murighiol (Categorie: descoperire funerară) (Tip: Grup de tumuli)                                                | sat Murighiol, comuna Murighiol     |                                                |                                             |            | 45°00′59″N 29°12′00″E / 45.01636°N 29.20008°E     | Încărcați imagine | Raportați eroare |
| 160733.12.01 (Cod LMI: TL-I-m-A-05833.01) | Cetatea romano-bizantină de la Mahmudia - Salsovia / ansamblu Cetatea romană Salsovia (Categorie: locuire civilă) (Tip: Cetate)                                   | sat Mahmudia, comuna Mahmudia       | Cetatea Salsovia                               | sec. IV - VI                                |            | 45°06′03″N 29°04′06″E / 45.10083°N 29.06828°E     | Încărcați imagine | Raportați eroare |
| 160733.12.02 (Cod LMI: TL-I-s-A-05833)    | Cetatea romano-bizantină de la Mahmudia - Salsovia / ansamblu anonim (Categorie: locuire civilă) (Tip: Așezare)                                                   | sat Mahmudia, comuna Mahmudia       | Cetatea Salsovia                               | sec. IV - VI                                |            | 45°06′03″N 29°04′06″E / 45.10083°N 29.06828°E     | Încărcați imagine | Raportați eroare |
| 160840.07.01                              | Situl arheologic de la Mihai Bravu - "La Moară" / ansamblu anonim (Categorie: locuire civilă) (Tip: Așezare)                                                      | sat Mihai Bravu, comuna Mihai Bravu | La Moară                                       | sec. IX-X                                   |            |                                                   | Încărcați imagine | Raportați eroare |
| 160840.07.02                              | Situl arheologic de la Mihai Bravu - "La Moară" / ansamblu anonim (Categorie: locuire civilă) (Tip: Așezare)                                                      | sat Mihai Bravu, comuna Mihai Bravu | La Moară                                       |                                             |            |                                                   | Încărcați imagine | Raportați eroare |
| 160840.07.03                              | Situl arheologic de la Mihai Bravu - "La Moară" / ansamblu anonim (Categorie: locuire civilă) (Tip: Așezare)                                                      | sat Mihai Bravu, comuna Mihai Bravu | La Moară                                       |                                             |            |                                                   | Încărcați imagine | Raportați eroare |
| 160840.07.04                              | Situl arheologic de la Mihai Bravu - "La Moară" / ansamblu anonim (Categorie: locuire civilă) (Tip: Așezare)                                                      | sat Mihai Bravu, comuna Mihai Bravu | La Moară                                       | sec. IV-VI                                  |            |                                                   | Încărcați imagine | Raportați eroare |
| 160840.07.05                              | Situl arheologic de la Mihai Bravu - "La Moară" / ansamblu anonim (Categorie: locuire civilă) (Tip: Așezare)                                                      | sat Mihai Bravu, comuna Mihai Bravu | La Moară                                       | Gumelnița                                   |            |                                                   | Încărcați imagine | Raportați eroare |
| 159749.03.01                              | Fortificația romano-bizantină de la Măcin / ansamblu anonim (Categorie: fortificație) (Tip: Fortificație)                                                         | oraș Măcin                          |                                                | romano-bizantină                            |            |                                                   | Încărcați imagine | Raportați eroare |
| 159749.03.01                              | Fortificația romano-bizantină de la Măcin / complex anonim (Categorie: fortificație) (Tip: tezaur)                                                                | oraș Măcin                          |                                                |                                             |            |                                                   | Încărcați imagine | Raportați eroare |
| 160733.14.01                              | Așezarea Latene de la Mahmudia- pe grindul Moroianu / ansamblu anonim (Categorie: așezare) (Tip: Așezare)                                                         | sat Mahmudia, comuna Mahmudia       | grindul Moroianu                               | geto-dacică                                 | 1949       |                                                   | Încărcați imagine | Raportați eroare |
| 161366.01.01                              | Minele de la Altân Tepe / ansamblu anonim (Categorie: carieră/mine) (Tip: mină)                                                                                   | sat Mina Altân Tepe, comuna Stejaru |                                                |                                             |            |                                                   | Încărcați imagine | Raportați eroare |
| 159749.04.01                              | Descoperiri neolitice la Măcin / ansamblu anonim (Categorie: descoperiri izolate de artefacte) (Tip: Locuire)                                                     | oraș Măcin                          |                                                |                                             |            |                                                   | Încărcați imagine | Raportați eroare |
| 160920.08.01                              | Castrul romano-bizantin de la Murighiol - la 1,7 km SE de sat / ansamblu anonim (Categorie: locuire militară) (Tip: Castru de pământ)                             | sat Murighiol, comuna Murighiol     | la 1,7 km SE de sat                            | romano-bizantină                            |            | 45°01′29″N 29°11′50″E / 45.02472°N 29.19725°E     | Încărcați imagine | Raportați eroare |
| 159749.05.01                              | Așezarea romană timpurie de la Măcin- Nuferilor, nr. 27 A / ansamblu anonim (Categorie: locuire) (Tip: Groapă menajeră)                                           | oraș Măcin                          | Nuferilor, nr. 27 A, punct Nuferilor, nr. 27 A | romană sec. II p.Ch.                        |            |                                                   | Încărcați imagine | Raportați eroare |
| 160920.09.01                              | Așezarea de la Murighiol - Punct Lutărie / ansamblu locuinta romano-bizantina, punct Lutarie (Categorie: așezare) (Tip: locuinta)                                 | sat Murighiol, comuna Murighiol     | Lutărie                                        | romano-bizantina sec. IV-VII                |            | 45°01′22″N 29°11′58″E / 45.0228°N 29.19942°E      | Încărcați imagine | Raportați eroare |
| 160920.09.02                              | Așezarea de la Murighiol - Punct Lutărie / ansamblu mormant in cista punct Lutarie (Categorie: așezare) (Tip: mormant)                                            | sat Murighiol, comuna Murighiol     | Lutărie                                        |                                             |            | 45°01′22″N 29°11′58″E / 45.0228°N 29.19942°E      | Încărcați imagine | Raportați eroare |
| 160920.09.03                              | Așezarea de la Murighiol - Punct Lutărie / ansamblu asezarea medievala timpurie - punct Lutarie (Categorie: așezare) (Tip: asezare)                               | sat Murighiol, comuna Murighiol     | Lutărie                                        | Dridu sec. VII-XI                           |            | 45°01′22″N 29°11′58″E / 45.0228°N 29.19942°E      | Încărcați imagine | Raportați eroare |
| 160298.01.01                              | Situl arheologic de la Mila 23-Taraschina / ansamblu anonim (Categorie: locuire) (Tip: așezare)                                                                   | sat Mila 23, comuna Crișan          | Taraschina                                     | Gumelnița                                   |            |                                                   | Încărcați imagine | Raportați eroare |
| 160298.01.02                              | Situl arheologic de la Mila 23-Taraschina / ansamblu anonim (Categorie: locuire) (Tip: așezare)                                                                   | sat Mila 23, comuna Crișan          | Taraschina                                     | sec. IV a. Chr.                             |            |                                                   | Încărcați imagine | Raportați eroare |
| 160298.01.03                              | Situl arheologic de la Mila 23-Taraschina / ansamblu anonim (Categorie: locuire) (Tip: așezare)                                                                   | sat Mila 23, comuna Crișan          | Taraschina                                     | sec. II a. Chr.                             |            |                                                   | Încărcați imagine | Raportați eroare |
| 160298.01.04                              | Situl arheologic de la Mila 23-Taraschina / ansamblu anonim (Categorie: locuire) (Tip: așezare)                                                                   | sat Mila 23, comuna Crișan          | Taraschina                                     | sec. II-V                                   |            |                                                   | Încărcați imagine | Raportați eroare |
| 160298.01.05                              | Situl arheologic de la Mila 23-Taraschina / ansamblu anonim (Categorie: locuire) (Tip: așezare)                                                                   | sat Mila 23, comuna Crișan          | Taraschina                                     | sec. X                                      |            |                                                   | Încărcați imagine | Raportați eroare |
| 160840.01.01                              | Necropola de epoca bronzului de la Mihai Bravu - "La Movile" / ansamblu anonim (Categorie: descoperire funerară) (Tip: Necropolă)                                 | sat Mihai Bravu, comuna Mihai Bravu | La Movile                                      |                                             | 2000       |                                                   | Încărcați imagine | Raportați eroare |
| 160840.03.01 (Cod LMI: TL-I-s-B-05840)    | Situl arheologic de epocă romană de la Mihai Bravu - "Tașlâc" / ansamblu anonim (Categorie: locuire) (Tip: Așezare fortificată)                                   | sat Mihai Bravu, comuna Mihai Bravu | Tașlâc                                         | Costișa                                     |            |                                                   | Încărcați imagine | Raportați eroare |
| 160840.03.06 (Cod LMI: TL-I-m-B-05840.02) | Situl arheologic de epocă romană de la Mihai Bravu - "Tașlâc" / ansamblu anonim (Categorie: locuire) (Tip: Burgus)                                                | sat Mihai Bravu, comuna Mihai Bravu | Tașlâc                                         | sec. IV                                     |            |                                                   | Încărcați imagine | Raportați eroare |
| 160840.03.02 (Cod LMI: TL-I-m-B-05840.03) | Situl arheologic de epocă romană de la Mihai Bravu - "Tașlâc" / ansamblu anonim (Categorie: locuire) (Tip: Așezare rurală)                                        | sat Mihai Bravu, comuna Mihai Bravu | Tașlâc                                         | sec. II - IV                                |            |                                                   | Încărcați imagine | Raportați eroare |
| 160840.03.03 (Cod LMI: TL-I-m-B-05840.04) | Situl arheologic de epocă romană de la Mihai Bravu - "Tașlâc" / ansamblu anonim (Categorie: locuire) (Tip: Necropolă tumulară)                                    | sat Mihai Bravu, comuna Mihai Bravu | Tașlâc                                         | sec. II - IV                                |            |                                                   | Încărcați imagine | Raportați eroare |
| 160840.03.04 (Cod LMI: TL-I-m-B-05840.04) | Situl arheologic de epocă romană de la Mihai Bravu - "Tașlâc" / ansamblu anonim (Categorie: locuire) (Tip: Necropolă plană)                                       | sat Mihai Bravu, comuna Mihai Bravu | Tașlâc                                         | sec. IV                                     |            |                                                   | Încărcați imagine | Raportați eroare |
| 160840.03.05 (Cod LMI: TL-I-m-B-05840.01) | Situl arheologic de epocă romană de la Mihai Bravu - "Tașlâc" / ansamblu anonim (Categorie: locuire) (Tip: Așezare)                                               | sat Mihai Bravu, comuna Mihai Bravu | Tașlâc                                         | sec. X - XI                                 |            |                                                   | Încărcați imagine | Raportați eroare |
| 160920.05.01 (Cod LMI: TL-I-s-B-05847)    | Situl arheologic de la Murighiol - "Ghiolul Pietrei" / ansamblu anonim (Categorie: locuire) (Tip: Fortificație)                                                   | sat Murighiol, comuna Murighiol     | Ghiolul Pietrei                                | elenistică                                  |            |                                                   | Încărcați imagine | Raportați eroare |
| 160920.05.02 (Cod LMI: TL-I-s-B-05847)    | Situl arheologic de la Murighiol - "Ghiolul Pietrei" / ansamblu anonim (Categorie: locuire) (Tip: Așezare)                                                        | sat Murighiol, comuna Murighiol     | Ghiolul Pietrei                                | Babadag                                     |            |                                                   | Încărcați imagine | Raportați eroare |
| 160920.05.03 (Cod LMI: TL-I-s-B-05847)    | Situl arheologic de la Murighiol - "Ghiolul Pietrei" / ansamblu anonim (Categorie: locuire) (Tip: Așezare)                                                        | sat Murighiol, comuna Murighiol     | Ghiolul Pietrei                                | geto-dacică sec. II - I a. Chr.             |            |                                                   | Încărcați imagine | Raportați eroare |
| 160920.05.04 (Cod LMI: TL-I-s-B-05847)    | Situl arheologic de la Murighiol - "Ghiolul Pietrei" / ansamblu anonim (Categorie: locuire) (Tip: Așezare)                                                        | sat Murighiol, comuna Murighiol     | Ghiolul Pietrei                                |                                             |            |                                                   | Încărcați imagine | Raportați eroare |